# Gwidon Bursa
Gwidon Mieczysław Bursa (ur. 11 maja 1897 w Bukowsku, zm. 30 grudnia 1924 w Hołubiczach) – major piechoty Wojska Polskiego, kawaler Orderu Virtuti Militari.

## Życiorys
Gwidon Mieczysław Bursa urodził się w rodzinie Mieczysława i Leokadii z domu Rymarowicz. Rodzina Bursów zamieszkiwała w Bukowsku w domu pod numerem 99. Jego braćmi byli Nemezius (1893-) i Wojciech (1895-1940, także legionista i oficer Wojska Polskiego). Przed 1914 Gwidon Bursa ukończył gimnazjum i podjął naukę w Wyższej Szkole Handlowej w Krakowie.
Po wybuchu I wojny światowej, 16 sierpnia 1914 wstąpił do Legionów Polskich. Brał udział w kampanii karpackiej, 30 października 1914 odniósł rany w bitwie pod Mołotkowem, po czym przebywał na leczeniu, a następnie odbył kształcenie w Szkole Podchorążych w Krakowie, później w Jabłonkowie i Syhocie Marmaroskim. Mianowany chorążym piechoty legionów 26 maja 1915 i przydzielony do I batalionu 2 pułku piechoty w składzie II Brygady. Został ponownie ranny w listopadzie 1915 i był na leczeniu w Krakowie. Od 1916 służył w batalionie uzupełniającym nr III przy Komendzie Grupy Legionów Polskich. Został awansowany do stopnia podporucznika piechoty ze starszeństwem z dniem 1 kwietnia 1916. Później ponownie służył w 2 pułku piechoty. Po kryzysie przysięgowym był oficerem Polskiego Korpusu Posiłkowego. W bitwie pod Rarańczą przeszedł front i został żołnierzem II Korpusu Polskiego w Rosji. Brał udział w bitwie pod Kaniowem 11 maja 1918. Przedostał się w przebraniu do rosyjskiego Kubania, gdzie wstąpił do 4 Dywizji Strzelców Polskich.
U kresu wojny walczył w bitwie pod Rozdzielną koło Odessy, po czym przedostał się na tereny polskie wraz z resztkami 2 pułku piechoty w grudniu 1918. Został przyjęty do Wojska Polskiego i uczestniczył w wojnie polsko-ukraińskiej. Służył w 2 pułku piechoty Legionów w Sandomierzu, następnie został przydzielony do 33 pułku piechoty. W jego szeregach w stopniu porucznika brał udział w wojnie polsko-bolszewickiej. Podczas walk został mianowany kapitanem piechoty ze starszeństwem z dniem 1 kwietnia 1920. W 1921 za jego czyny wojenne odznaczono go Krzyżem Srebrnym Orderu Wojskowego Virtuti Militari. 
3 maja 1922 został zweryfikowany w stopniu kapitana ze starszeństwem z dniem 1 czerwca 1919 i 184. lokatą w korpusie oficerów piechoty. W latach 1923–1924 pełnił obowiązki dowódcy III batalionu 33 pułku piechoty w Łomży. 31 marca 1924 został awansowany do stopnia majora ze starszeństwem z dniem 1 lipca 1923 roku i 68. lokatą w korpusie oficerów piechoty. W tym samym roku został przeniesiony do Korpusu Ochrony Pogranicza na stanowisko dowódcy 7 batalionu granicznego. We wtorek 30 grudnia 1924 został zastrzelony przez porucznika Karola Władysława Podroużka, pełniącego czasowo obowiązki adiutanta. 7 stycznia 1925 został pochowany w Łomży.
Jego żoną była Hipolita z domu Stypułkowska, z którą miał syna Gwidona Witolda (ur. 12 listopada 1924, zm. 17 stycznia 1944).

## Odznaczenia i ordery
- Krzyż Srebrny Orderu Wojskowego Virtuti Militari nr 3604 – 1921[2]
- Krzyż Niepodległości – pośmiertnie (1931)[10]
- Krzyż Walecznych – trzykrotnie
- Medal Międzysojuszniczy „Médaille Interalliée”